# Митинг в Ямбол на 26 март 1923 година
На 26 март 1923 г. анархистите в Ямбол свикват митинг против намерението на земеделското правителство на Александър Стамболийски да изземе намиращото се в населението оръжие, останало след Първата световна война.
Полицията се опитва да разпръсне митинга, но не успява. Тогава се намесват части на ямболския гарнизон и в града се води няколкочасов яростен бой между анархистите и войската. Убит е един анархист и са ранени много войници. Същата вечер са арестувани повече от двеста анархисти. Поради трагичният си характер, събитията са наричани „Ямболското клане“.
Според историци по това време град Ямбол се налага като център на анархизма в страната. Проявата е забранена и след като полицията не успява да се справи с множеството привърженици на протестните действия, в разтурянето на митинга и разгонването на събралите се граждани се намесват части от ямболския военен гарнизон.
По улиците на града започва истинско сражение между анархистите и войската. Вечерта военните извършват масови арести по домовете на най-дейните анархисти, които по-късно са разстреляни и изклани в двора на казармите. Според историци без съд и присъда тогава са убити около тридесет души, сред тях две момчета на 14 и 16 години. През следващите три дни арестите и убийствата на анархисти в града продължават.
На 26 срещу 27 март 1923 г. са разстреляни с картечница в двора на Ямболските казарми двадесет и двама анархисти – Тодор Дързев, Паню Бачков, Димитър Василев, Руско Русков, Никола Пенев, Янко Бъчваров, Георги Бъчваров (16 годишен), Атанас Кехайов, Васил Василев, Тачо Ряпов, Петър Главчев, Георги Щерев, Георги Арнаудов, Димитър Главчев, Стефан Джондоров, Панчо Димитров, Панайот Хлебаров, Йордан Каратотев, Тодор Марчев, Щилян Чешмеджиев, Апостол Ташков, Алфредо Джелтети (италианец, обущарски работник).
Завързани с едно общо въже, анархистите запяват революционна песен срещу дулото на картечницата.
Гимназистът Кирил Кехайов (16 годишен) и четиринадесет годишният Спиро Обретенов са ранени от картечните откоси, но войниците ги вземат за мъртви и те успяват да избягат. Няколко часа по-късно Кирил Кехайов е настигнат и убит. Малкият Спиро Обретенов е заловен на сутринта на 27 март, върнат е в казармите, където е зверски заклан. Няколко офицери наръгват детето с щикове.
На 28 март са убити Матю Иванов и Иван Манолов. На 29 март е убит Петър Симеонов. Георги Домусчиев е убит на 19 април 1923 г. в Ямболските казарми. Николай Драгнев, Илия Кратунков и Панайот Кратунков са застреляни „при опит за бягство“ на 24 април 1923 г., когато са конвоирани по пътя между Ямбол и Сливен.
По-късно ямболските анархисти отмъщават за екзекуцията на своите съидейници. Считаният за един от главните виновници за това масово убийство и клането на деца е ямболският околийски управител по това време Банков. Срещу него е организиран първо един неуспешен атентат в Ямбол, при който полицейският началник е ранен в двата крака. Банков постъпва на лечение в болница в София, където му е изпратен колет с пасти поръсени със стрихнин. Но той се усеща и не яде от тях. След изписването му от болницата е разстрелян в центъра на София, докато се разхожда с някаква госпожичка. •

## Памет
В град Ямбол се състои семинар под наслов „Бунтът на непримиримите“ по повод на 95-та годишнина от окървавения от властта митинг на ямболските анархисти. Директор на изявата е Димитър Бечев. През последвалите десетилетия в края на XX и началото на XXI век нито едно правителство не е разследвало причините за незаконните екзекуции в Ямбол, нито е изправило пред съд убийците.

## Историческа справка
Законът за изземването на оръжието от населението в България, съгласно Ньойския договор, е гласуван и публикуван в „Държавен вестник“ на 18 юли 1922 г. по време на първото правителство на Александър Стамболийски. Според изследователите на историята с отнемането на оръжието от цивилните българи, министър-председателя Стамболийски има за цел безапелационна победа на изборите през април 1923 г. Затова издава и Правилник за прилагане закона за обезоръжаването.